# Andrzej Biegalski
Andrzej Biegalski (* 5. März 1953 in Gierczyn; † 14. März 2017 in Jastrzębie-Zdrój) war ein polnischer Boxer im Schwergewicht und Superschwergewicht.

## Karriere
Andrzej Biegalski trainierte von 1970 bis 1972 im Club Górnik Radlin, von 1973 bis 1974 im Club Górnik Pszów, von 1975 bis 1976 in der Boxabteilung von Legia Warschau und von 1977 bis 1983 beim GKS Jastrzębie. Sein wichtigster Trainer war Antoniego Zygmunta. Er bestritt im Laufe seiner Karriere 237 Kämpfe, von denen er 201 gewann.
Er wurde 1971 Polnischer Juniorenmeister im Schwergewicht und war Viertelfinalist der Junioren-Europameisterschaft 1972 in Bukarest.
1974 und 1978 wurde er Polnischer Meister im Schwergewicht, sowie 1979 Polnischer Meister im Superschwergewicht.
Bei der Weltmeisterschaft 1974 in Havanna schied er im Viertelfinale gegen den Nigerianer Fatai Ayinla aus, gewann jedoch 1975 im Schwergewicht die Europameisterschaft in Katowice; er besiegte dabei Petr Sommer aus Tschechien (5:0), Peter Hussing aus Deutschland (KO), Mircea Simon aus Rumänien (KO) und Wiktor Uljanitsch aus der Sowjetunion (4:1).
Bei den Olympischen Sommerspielen 1976 in Montreal verlor er hingegen in der Vorrunde gegen den US-Amerikaner John Tate.
1979 startete er noch bei der Europameisterschaft in Köln, wo er im Viertelfinale unterlag.

## Sonstiges
Biegalski besuchte das Gymnasium in Mirsk, war Absolvent der Bergbauschule in Radlin (1972) und der Universität für Leibeserziehung in Wrocław (1984). Im Anschluss arbeitete er als Boxtrainer.